# 西平壌駅
西平壌駅（ソピョンヤンえき）は朝鮮民主主義人民共和国平壌市西城区域にある、朝鮮民主主義人民共和国鉄道省の駅である。西平壌駅は「西」を冠するものの、平壌駅のほぼ北方に位置している。

## 乗り入れ路線
平義線と平羅線の2路線が乗り入れているが、同じ線路を併用している。

## 歴史
1929年11月16日、京義線の西平壌駅として開業。朝鮮戦争の際に平壌-西浦間は壊滅し、戦争後にルートが変更されて建設されたため、今の西平壌駅は昔の位置と異なる。
1961年より駅員は全員女性であり、現在70名程が働いており、20余年に亘って無事故を保っている。

## 隣の駅
朝鮮民主主義人民共和国鉄道省
平義線・平羅線
平壌駅 - 西平壌駅 - 西浦駅